# 中興文化創意園區
中興文化創意園區  (Chung Hsing Cultural and Creative Park)（簡稱中興文創園區）為臺灣宜蘭縣五結鄉的一個文化創意園區。原址前身為「中興紙廠」，2013年由宜蘭縣政府接手進行活化，2017年7月底開放部份場域試營運。為宜蘭縣歷史建築。

## 歷史沿革
中興紙廠的前身可回溯自昭和10年(1935年)創立的「臺灣興業株式會社」，國民政府接管後改組為國營事業「臺灣中興紙業股份有限公司」。其製紙技術在日治時期從回收利用甘蔗廢渣、鬼芒製漿開始，後來也運用化學工業製造白紙，主要生產新聞紙，兼製各項文化用紙及工業用紙，產品包括新聞紙、衛生紙、道林紙等。到1950年代已經是台灣規模最大的造紙工廠，其後生產量甚至更是東南亞第一。
不過受到國際紙價波動及社會變遷影響，2001年臺灣中興紙業解散、業務民營化移交興中紙業，中興紙廠自此荒廢13年。2013年宜蘭縣政府接手中興紙廠，透過工業遺構的保存與活化，啟動了文創應用、育成扎根等再造策略，開啟中興老廠房重生運用的新契機。

## 園區現況
園區目前開放文創一專區部分場域空間，以「宜蘭興自造」為主題，其中興工一場和興工二場現有14間文創業者進駐，還有多間商店和餐廳，縣府也會利用園區空間辦理活動或展覽。園區內有多個景點，包括煙囪鍋爐室，舊木片磨木機室，新木片磨木機室，削片機房，藝料月台，貯木池和墟實境地。部分地方有待開放。

### 腦力現場
外觀似大腦形狀，由宜蘭藝術家呂秉承設計製作，透過不鏽鋼藝術、風動裝置在既有的舊建物上呈現創意，讓環境與藝術互動而連結歷史與文化，呼應園區過去與現在重新結合的新未來。

### 遊客服務中心
前身為6號倉庫，用作存放松柏、針葉樹等中大型木材，現規劃作遊客服務中心，並展示中興紙廠的歷史資料和民間的藝術作品。

### 有料倉庫
原為「散漿機房」及「儲漿倉庫」，現改為多功能展演空間。

### 育成空間
日治時期興建，原為放置硫磺及白土的物料空間，其後改名為「12號、13號倉庫」，存放建築材料和金屬五金等。現作微型文創產業的育成基地，但目前不對外開放租借。

### 興創館
日治時期興建，前身為放置亞硫酸的物料空間，其後改名為「11號倉庫」，存放澱粉等其他製紙的化學原料。其中11-16倉庫已經修復，並開放參觀。11號倉庫提供宜蘭在地文創商品及伴手禮為主，而14號倉庫規劃作親子共創空間，設餐廳和兒童遊戲區。

### 光合屋
原為儲放木料的「簡易倉庫」，現改為半戶外空間作休憩和舉辦市集和展演空間。

### 戲棚下
原為放置進口乾紙漿的「漿料倉庫」，現改為休憩和多用途空間，可進行戲劇、舞蹈表演、展覽和記者會等活動。

### 小公園
供遊客休憩和洗手的公共空間。該範圍有由宜蘭藝術家邱憲章設計，聯同中興國小師生及當地藝術家共同完成的馬賽克拼圖及大型彩繪。

### 九號製造所
位於南榕小屋、興創館及興客堂中的位置，由餐飲品牌「九號集團」承租，以餐飲服務及親子遊憩空間為主題，在2019年11月9日對外開放。

## 交通
火車及客運
- 火車搭至台鐵羅東站，從後站到羅東轉運站搭乘市區公車至【中興文創】站下車。
- 客運搭乘首都客運、葛瑪蘭客運、大都會客運、國光客運至「羅東轉運站」下車，再轉乘市區公車至【中興文創】站下車。

| 宜蘭勁好行621 | 每日/7:50、10:20、12:40、17:10 |
| ------------- | ------------------------------ |
| 紅2           | 假日/ 60分一班                 |
| 國光客運1766  | 平日/30-60分一班               |

自行開車
路線1:沿國道五號下羅東交流道後直行，至中興路口右轉，直行至台九線右轉即可抵達。
路線2:宜蘭往羅東方向，沿台九線中正路二段直行，至宜蘭監理站前左轉即可到達。

## 園區景觀

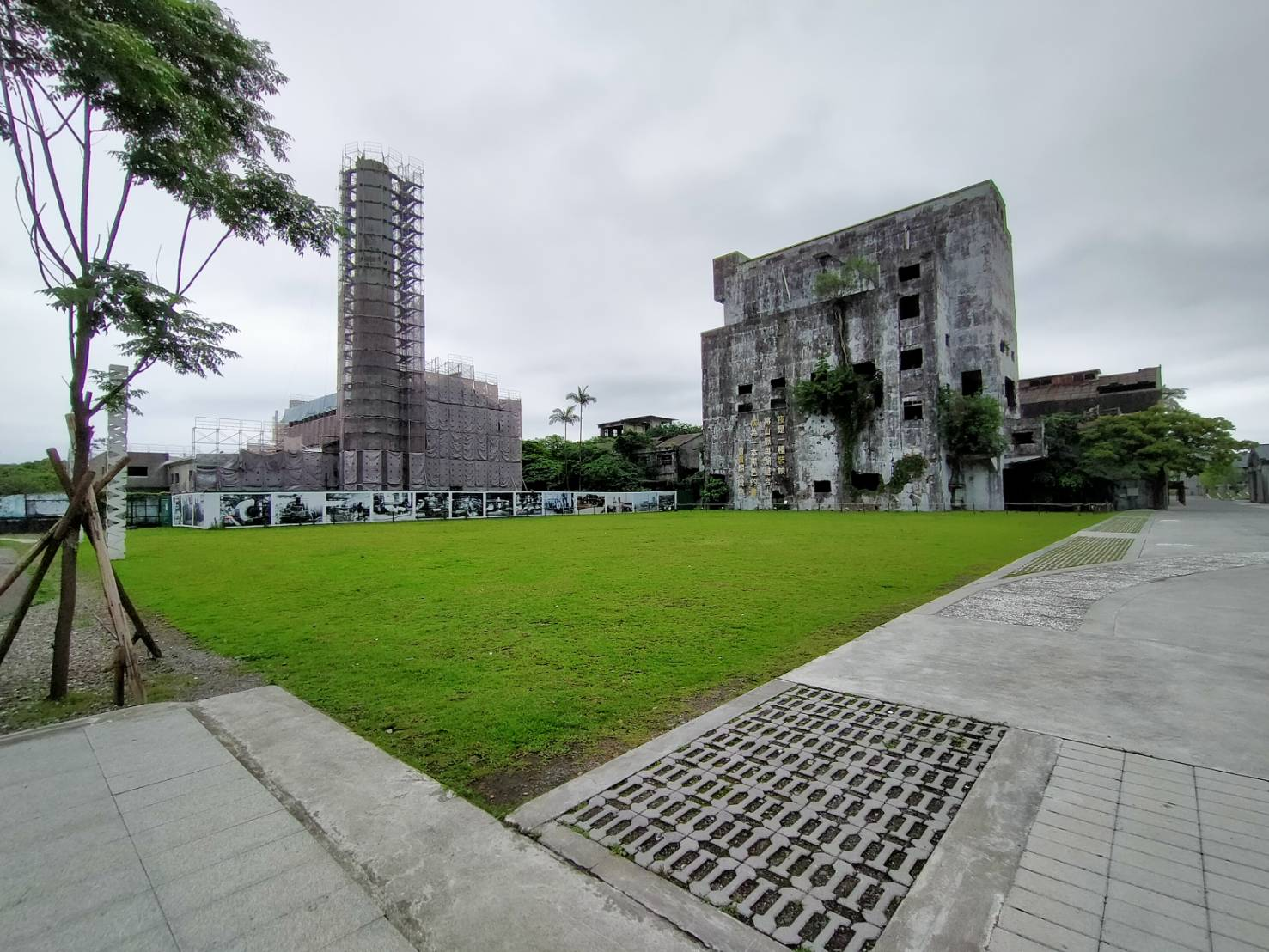
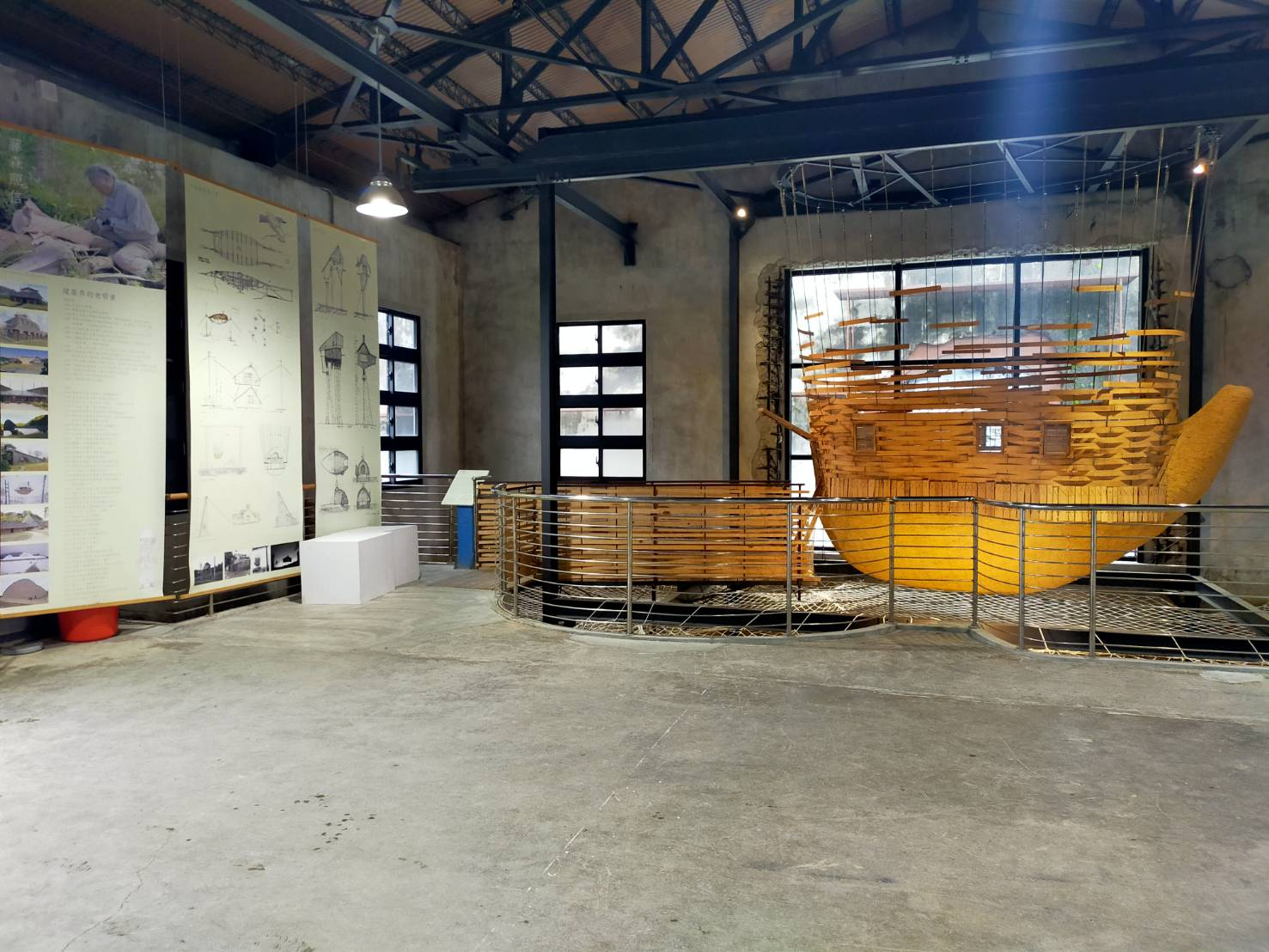
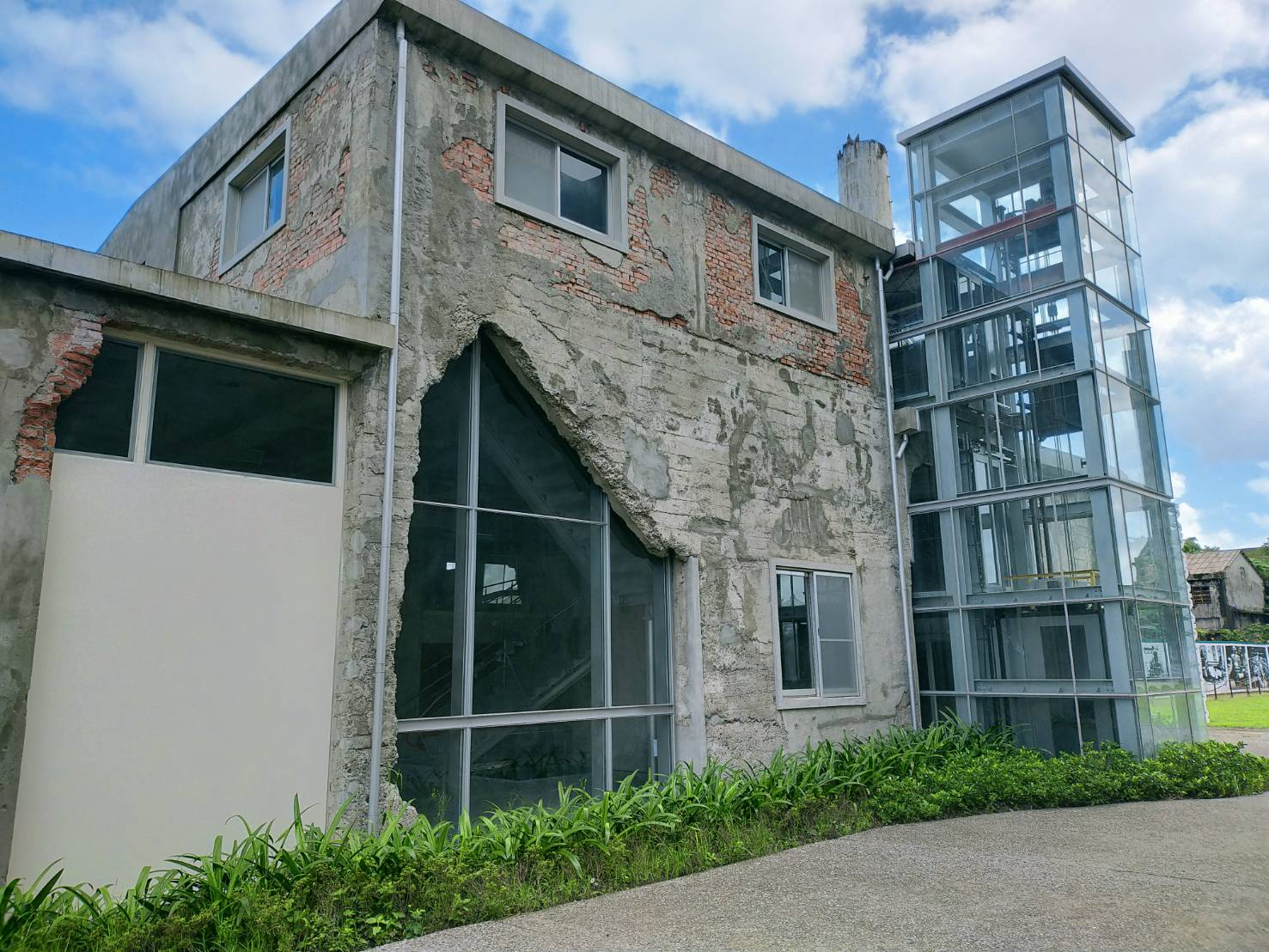
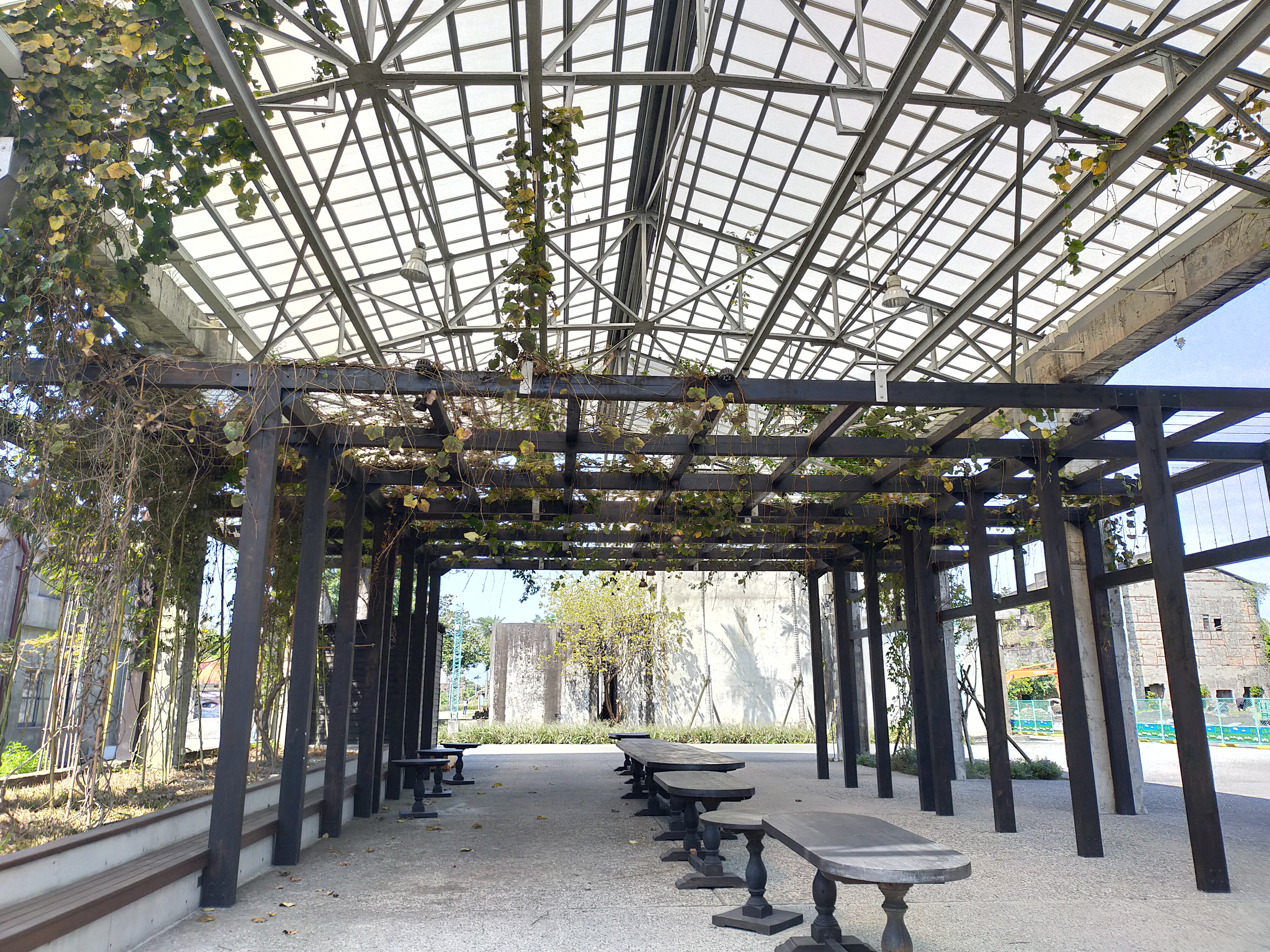
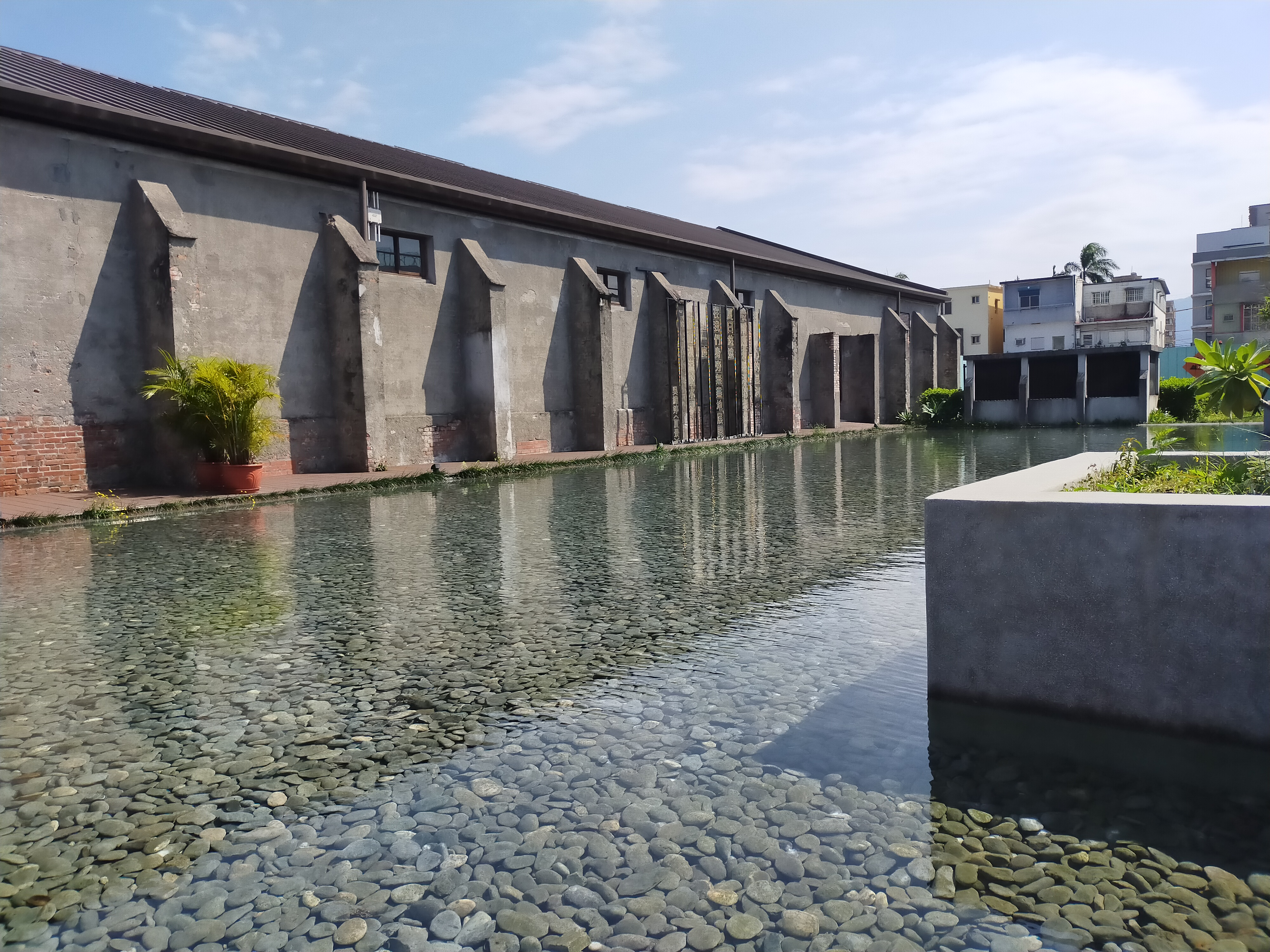
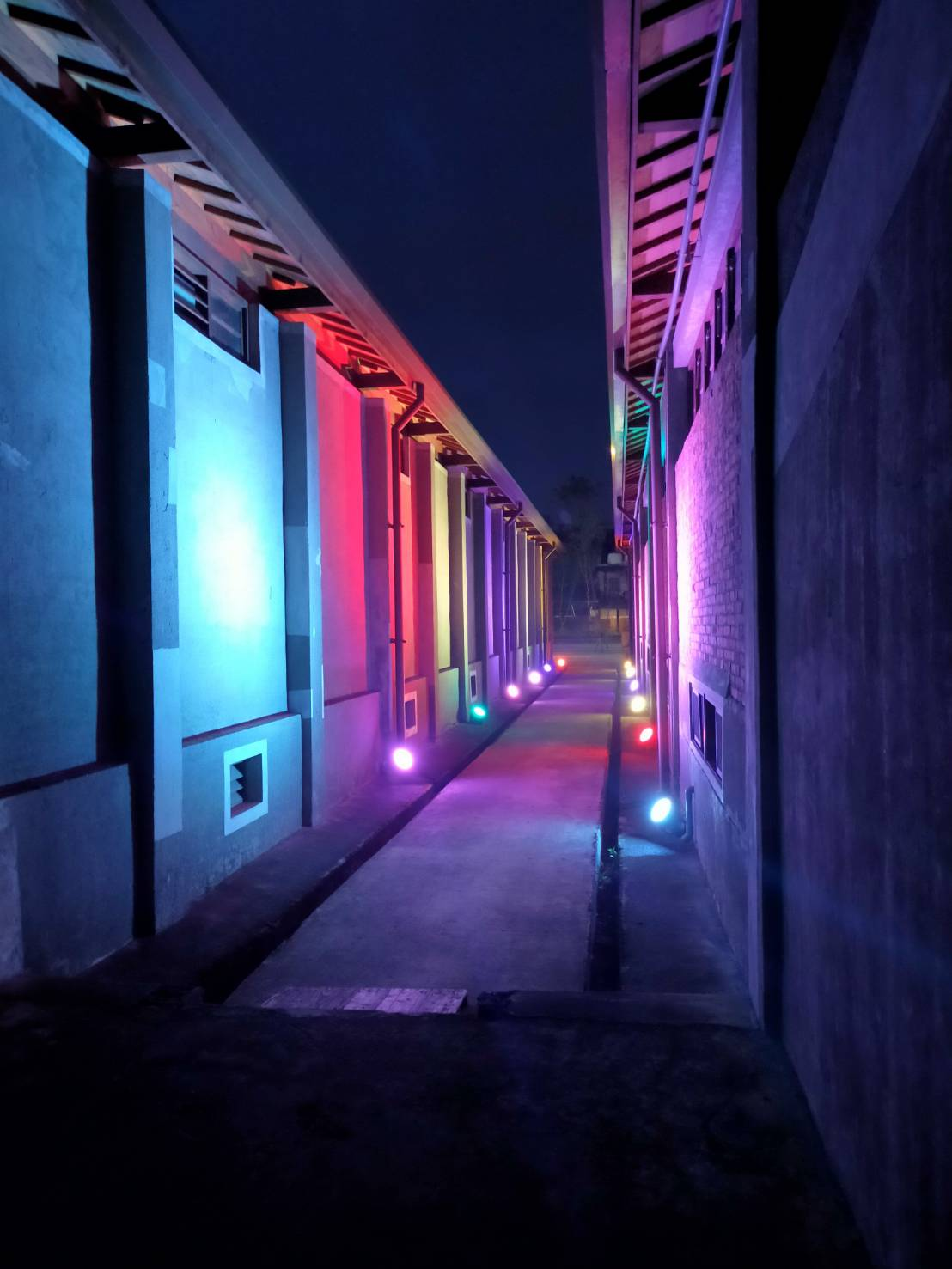
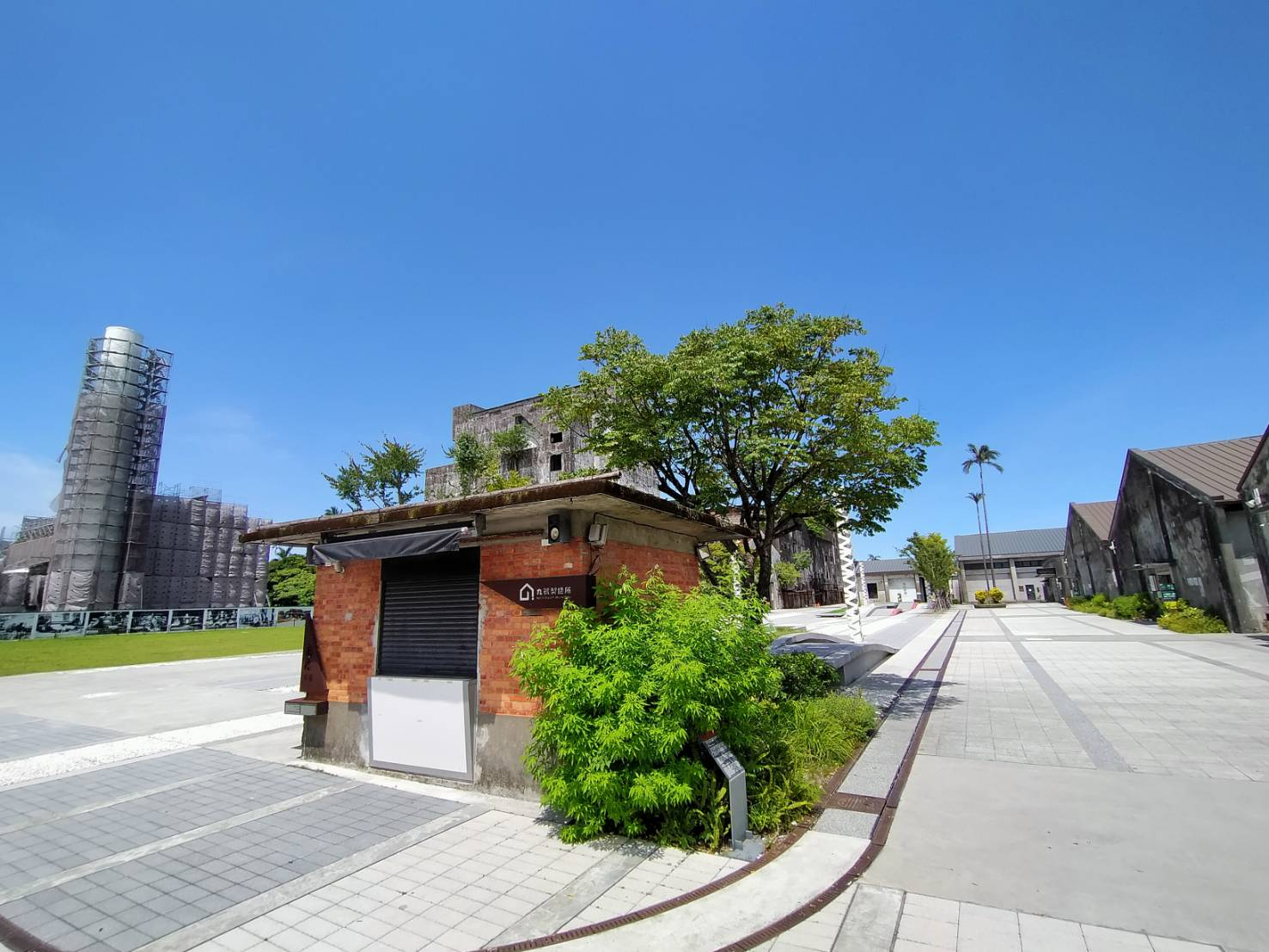
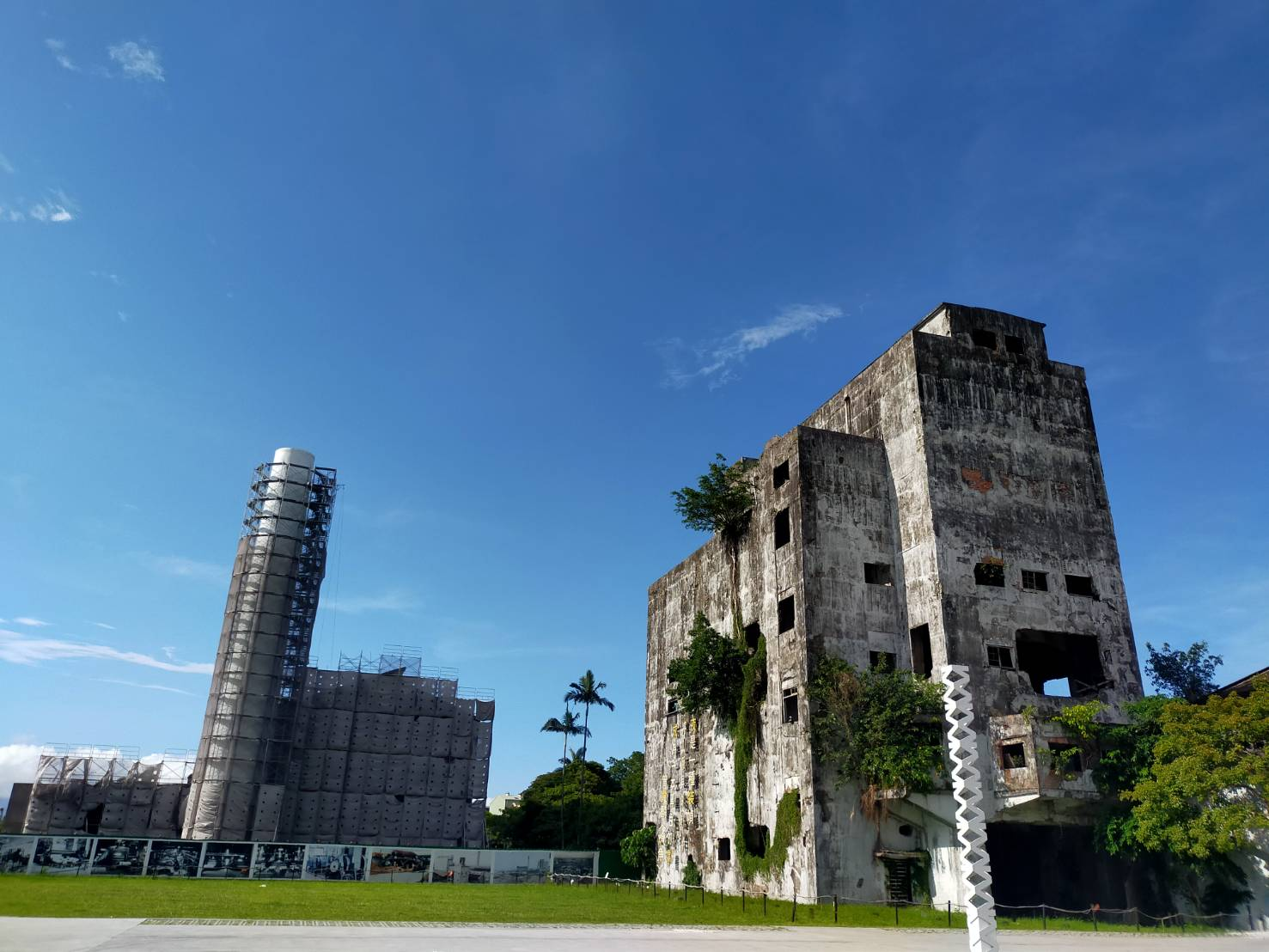
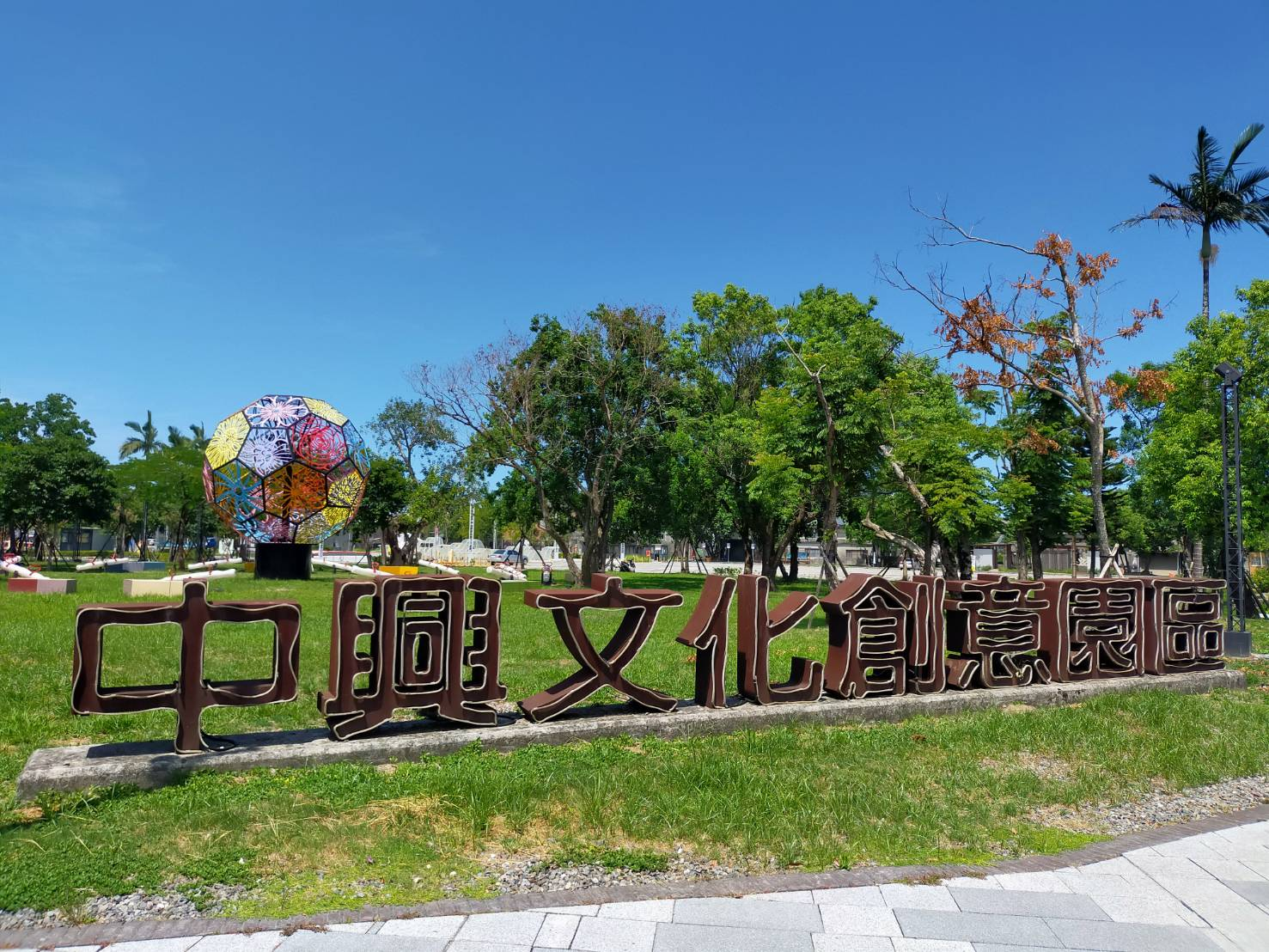
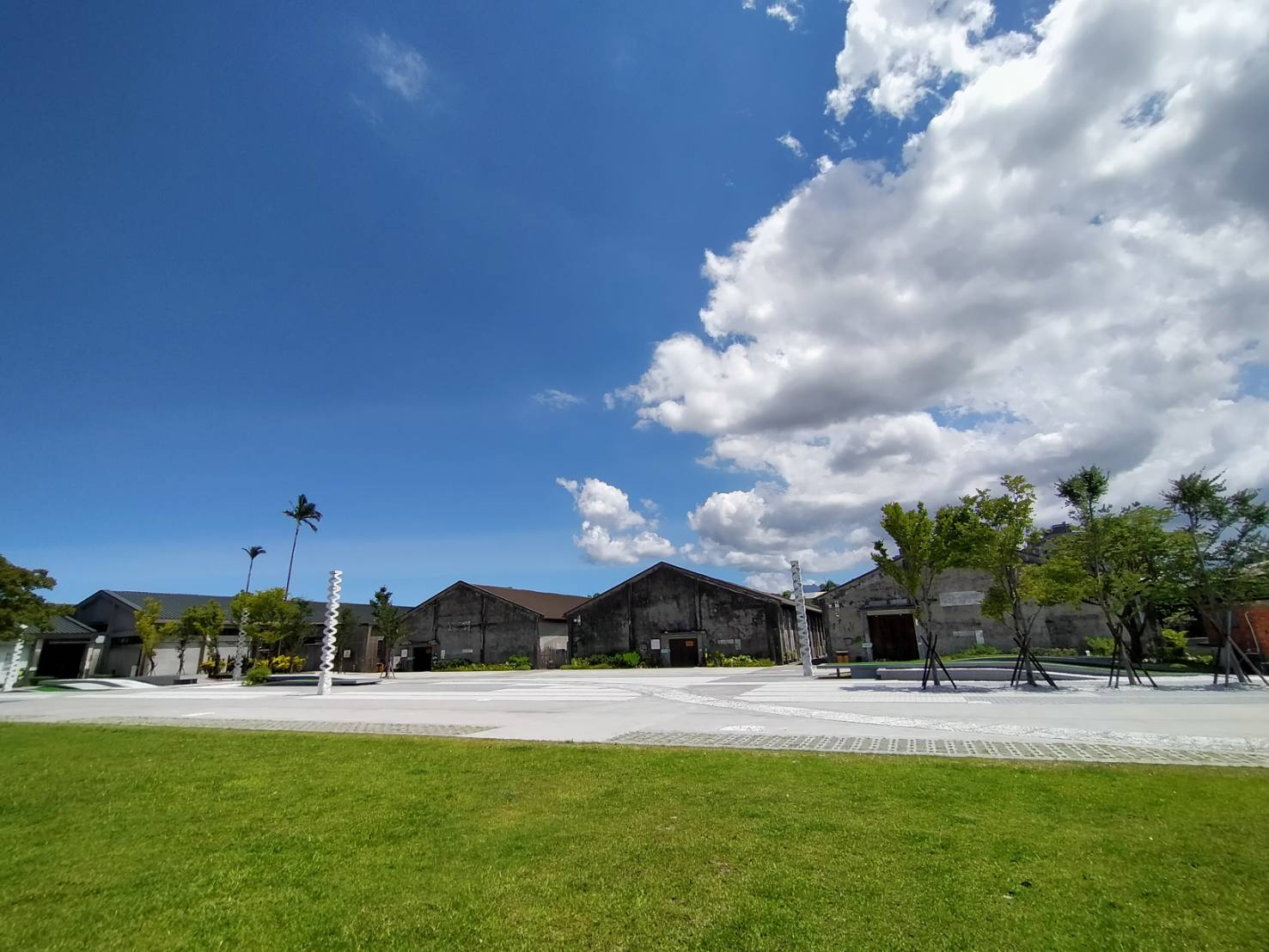
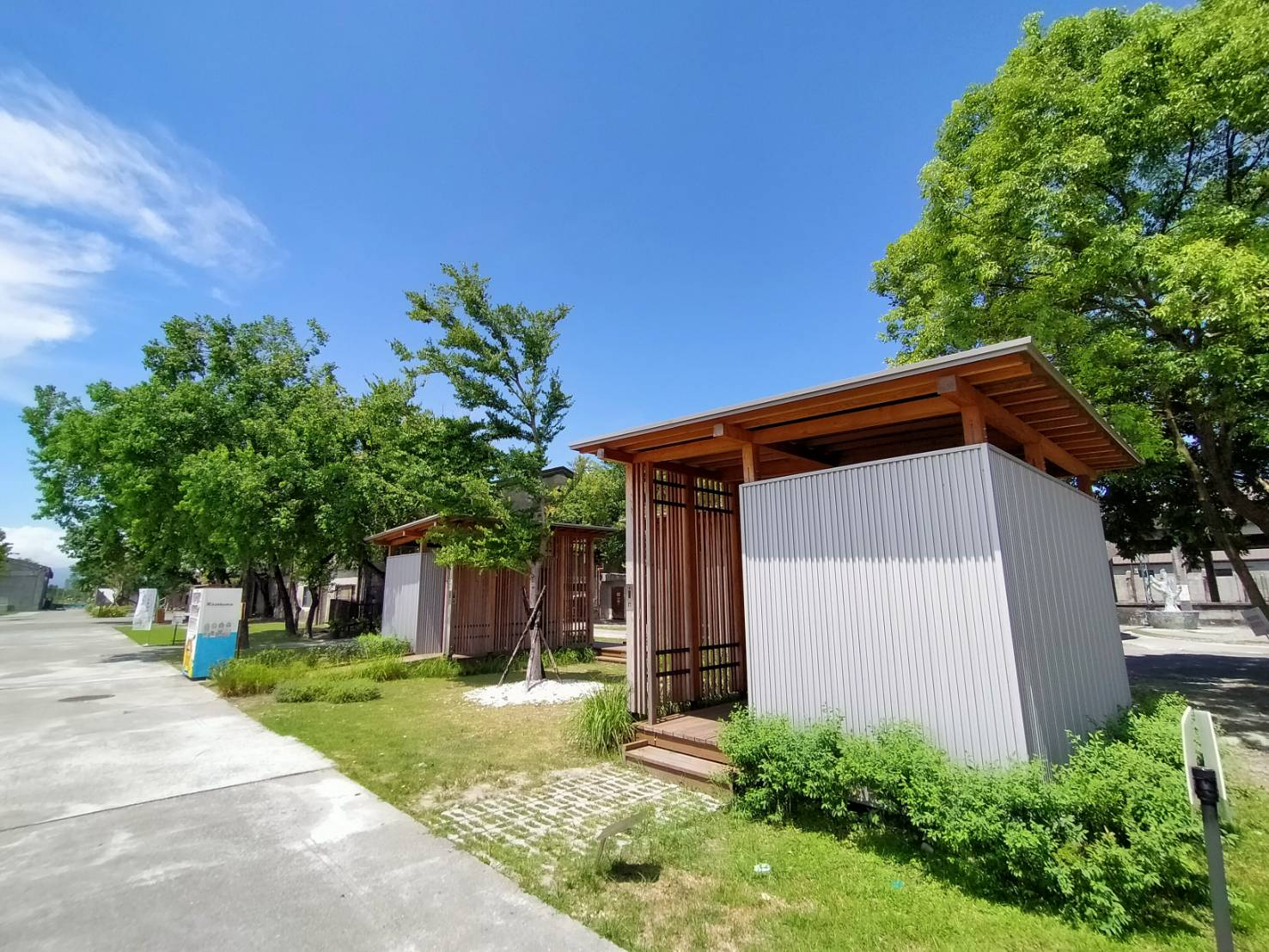
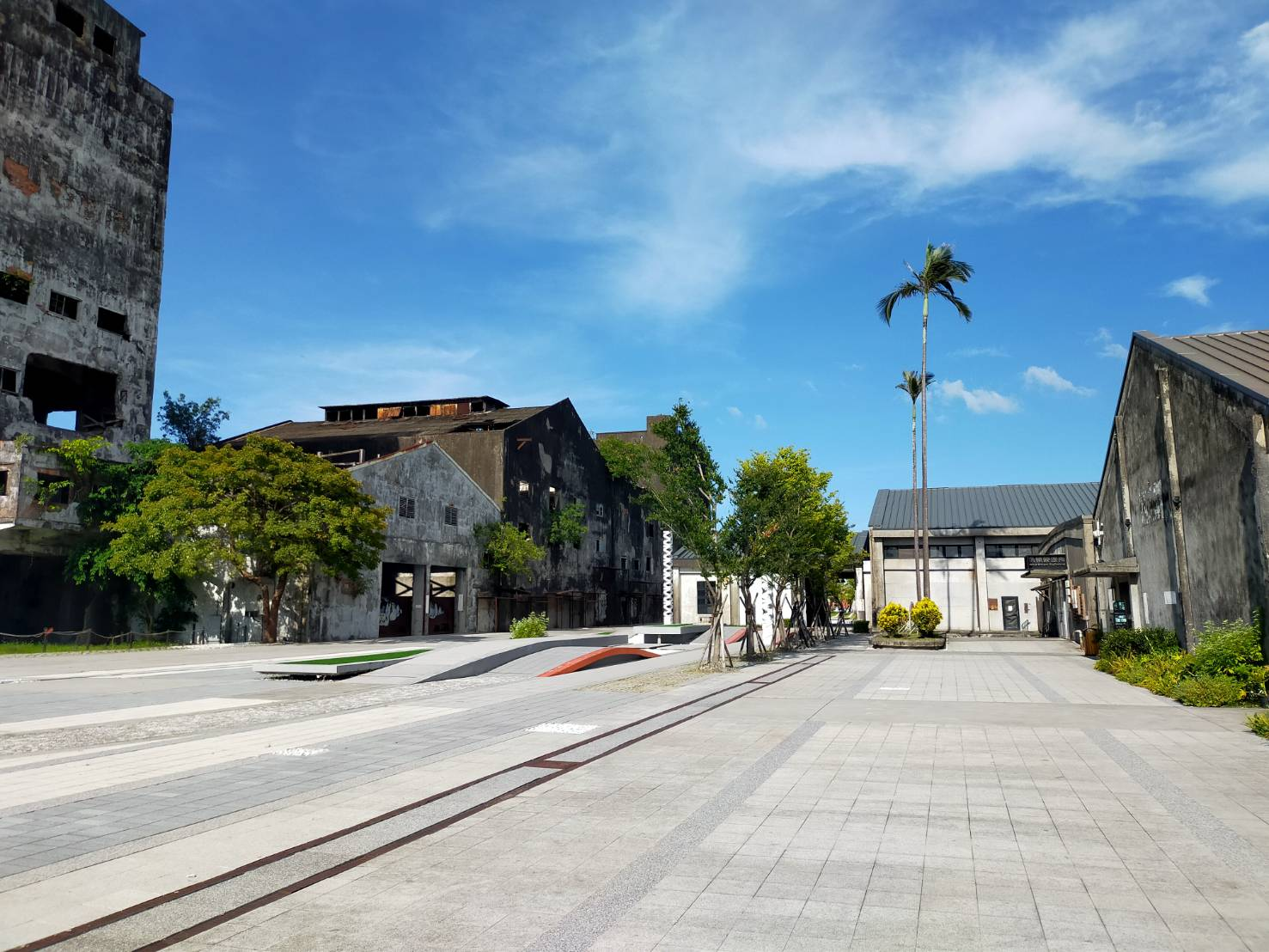
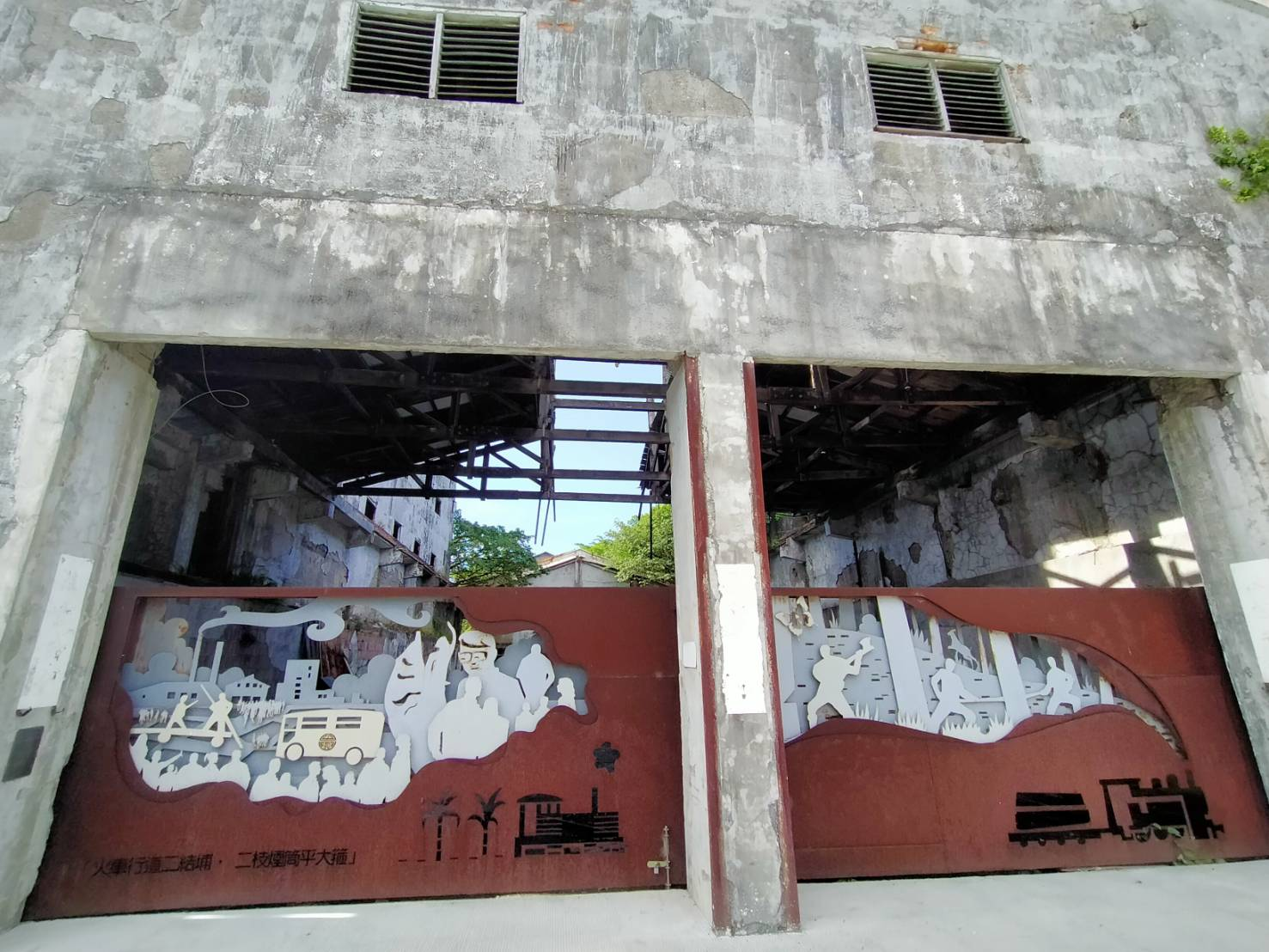
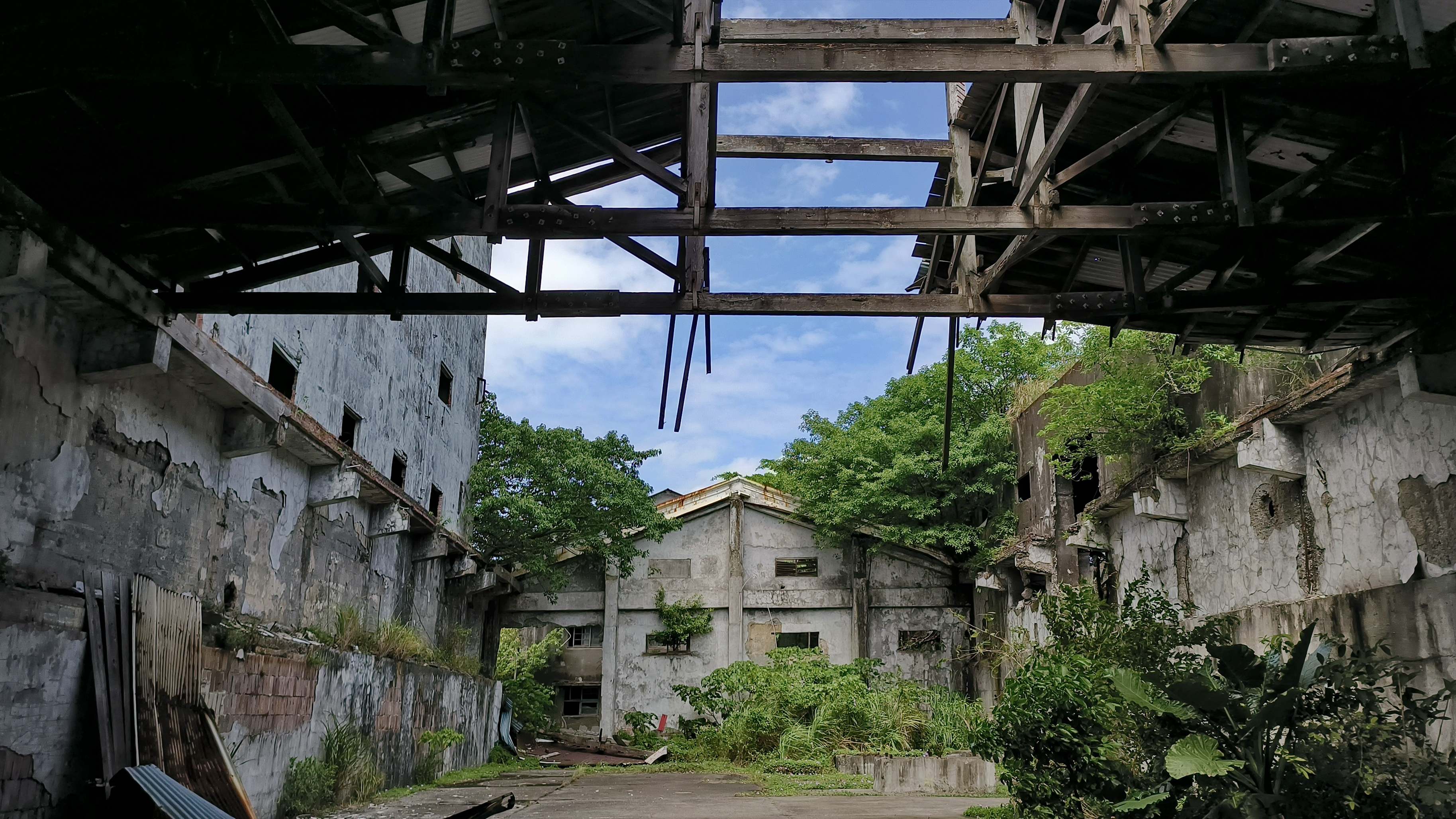
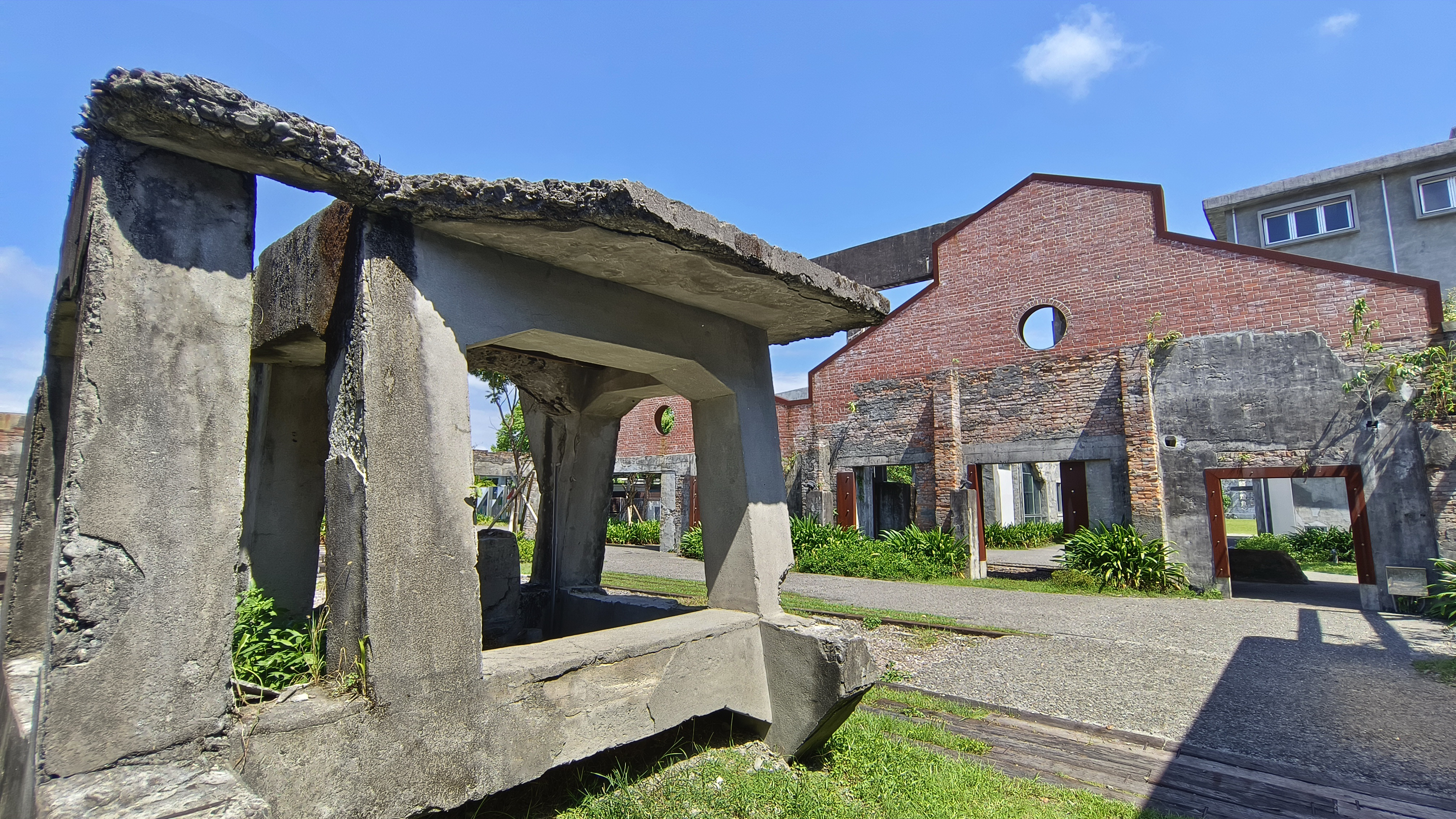
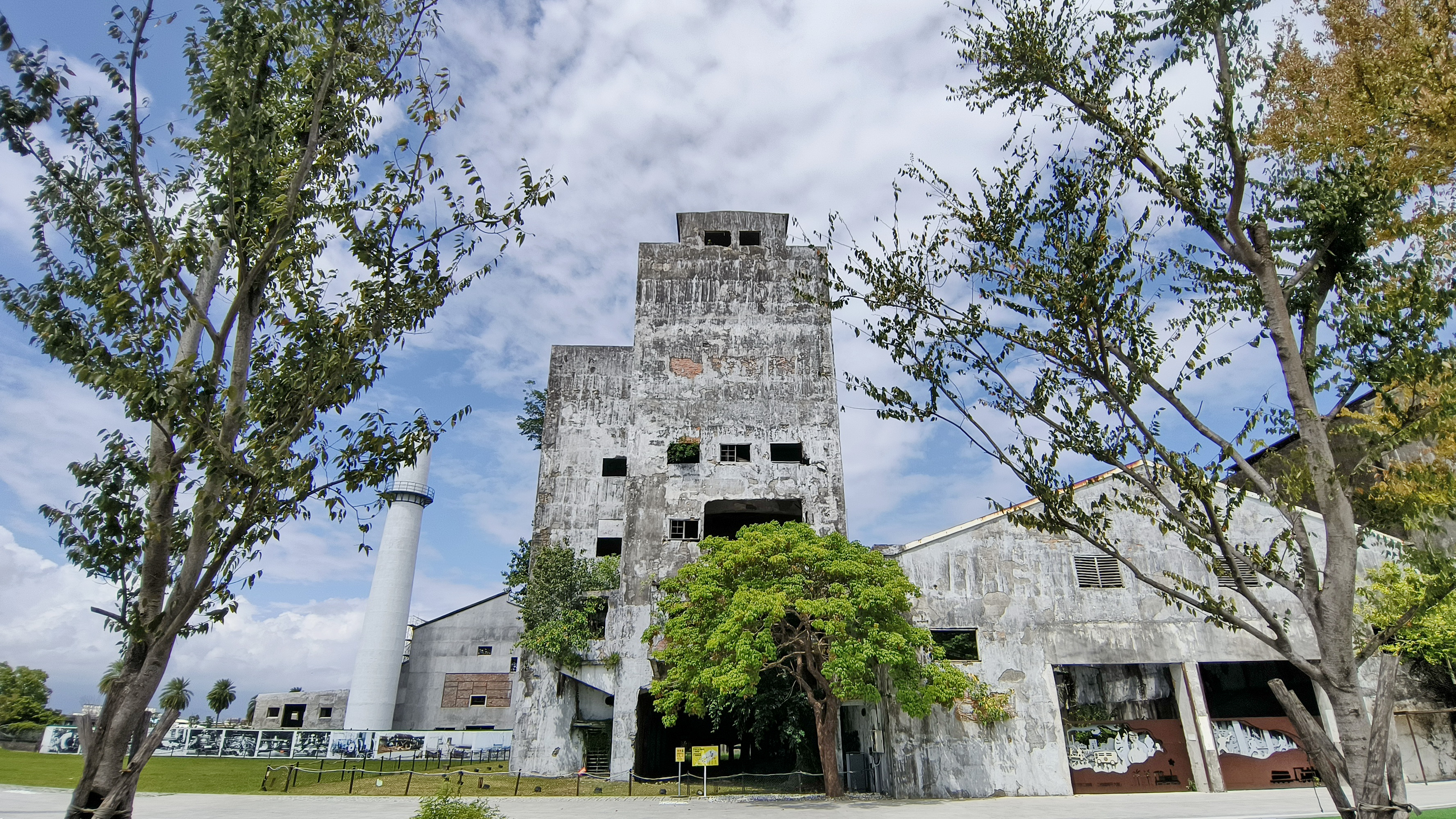
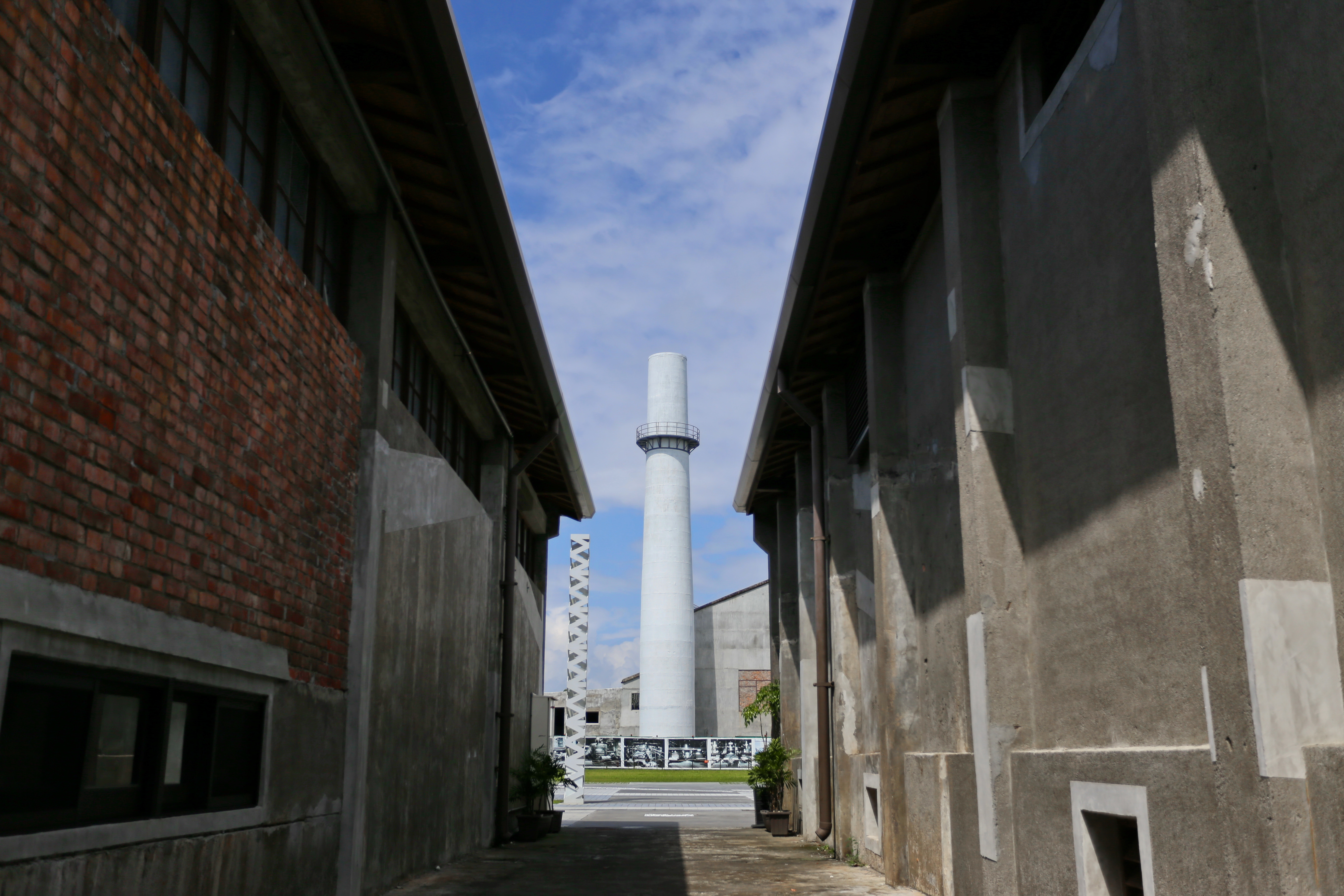
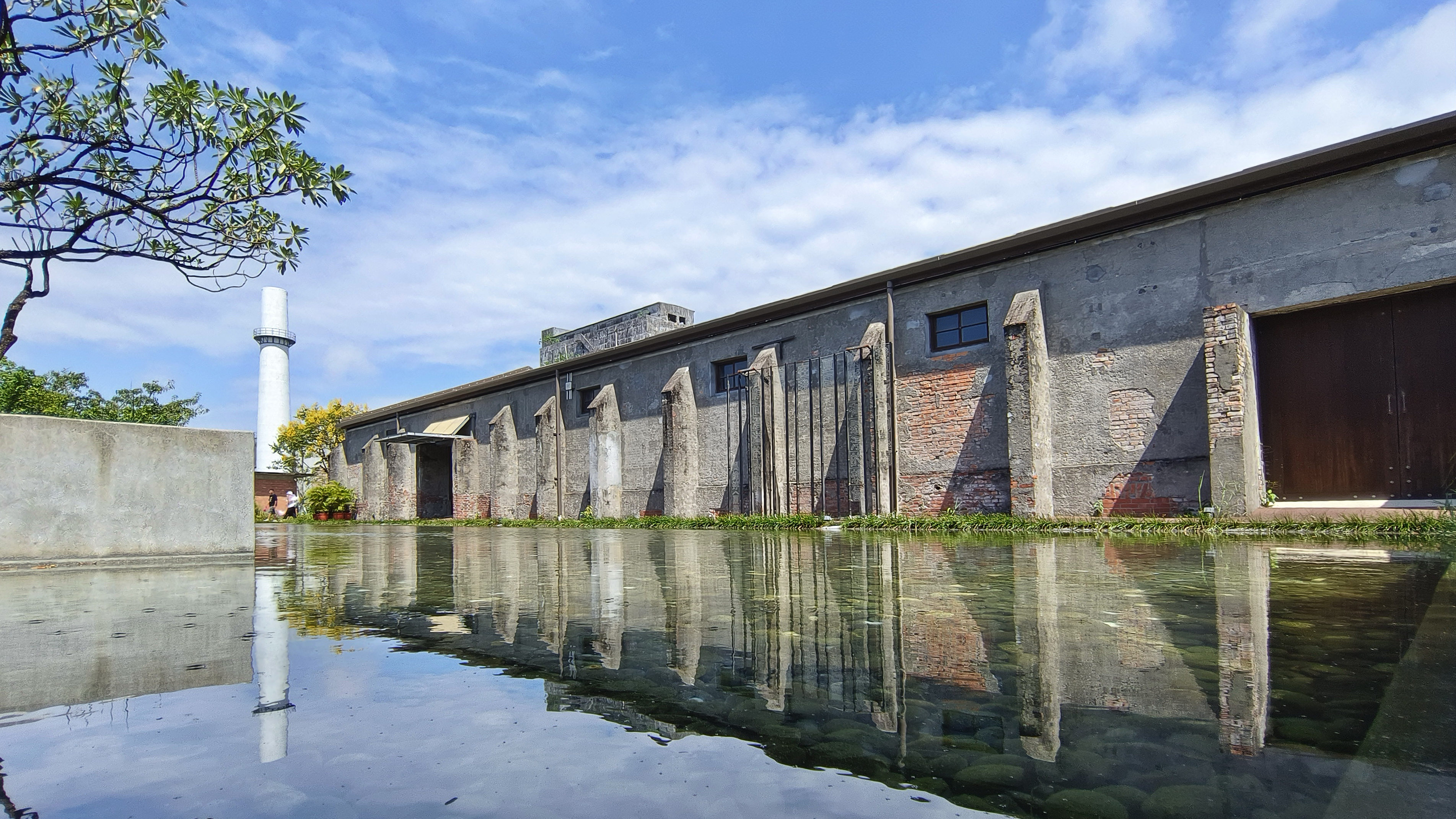

## 外部連結
- 中興文創園區官方網站 （页面存档备份，存于）
- 中興文創園區Facebook專頁的Facebook專頁